# Хаваи (остров)
Вижте пояснителната страница за други значения на Хаваи.
Хаваи е вулканичен остров в Тихия океан, най-големия от Хавайските острови, съставна част на американския щат Хаваи. Площта на острова е 10 432,50 km², а неговото население 200 629 жители (2020 г.)
Островът е разположен в крайната югоизточна част на архипелага, като на северозапад протока Аленуихаха го отделя от остров Мауи. Бреговете му са предимно високи и стръмни, слабо разчленени, с два широко отворени залива Хило (на изток) и Каваихае (на северозапад). Целият остров е образуван от 5 сляли се един с друг базалтови щитовидни вулкана: Мауна Кеа (4207,2 m), Мауна Лоа 4170 m), Хуалалаи 2521 m), Кохала (1678 m) и Килауеа (1247 m). Мауна Лоа и Килауеа са действащи вулкани. На изток има малка крайбрежна равнина. Климатът е тропичен, морски и много влажен по наветрените североизточни склонове на планините с годишна сума на валежите до 3600 mm. В миналото, склоновете на вулканите са били покрити с гъсти и влажни тропически гори, които сега са почти унищожени и са заменени с обширни плантации с ананаси, захарна тръстика и други тропически култури. Главен град на острова е Хило (на източното крайбрежие). На острова е създаден национален вулканичен парк и вулканична лаборатория.
Остров Хаваи е открит на 2 декември 1778 г. от великия английски мореплавател Джеймс Кук, който на 14 февруари 1779 г. е убит на острова от местните жители.